# Talcahuano
Talcahuano (del mapudungún Tralkawenu ‘cielo tronador’) es una comuna y ciudad de la zona central de Chile y es uno de los puertos más importantes de ese país. Se ubica en la provincia de Concepción, Región del Biobío.
La comuna limita al sur con Hualpén; al sudeste con Concepción y Penco; al noreste, norte y oeste con el océano Pacífico. Forma parte de la conurbación del Gran Concepción, una de las urbes más pobladas del país, situándose en el sector noroeste de ésta. El puerto de Talcahuano es la sede la Segunda Zona Naval.

## Toponimia

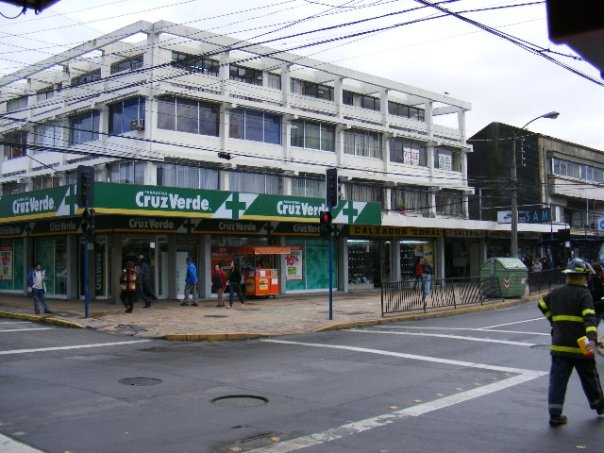
Calle Colón, centro de Talcahuano

El nombre de Talcahuano proviene del guerrero que habitaba en la península de Tumbes: Talcahueñu (tralkan wenu), nombre que en mapudungun significa «trueno en el cielo» o «cielo tronador». El pueblo mapuche, que también habitaba la isla Quiriquina, nombraba a la bahía de Concepción con esta palabra, por lo que los españoles siguieron designando así a este sector de la costa del océano Pacífico.

## Historia

### Periodo prehispánico
Los descubrimientos datan del periodo arcaico; entre el material se visualiza la capas compuestas por ostiones (Argopecten purpurata) y choro zapato (Choromythilus chorus). Se encuentran, a su vez, abundantes de restos óseos (especialmente de lobos marinos), y aves marinas. Desde el punto de vista cultural, se recolectó material pre y postcerámico. En el material precerámico destacan por su alta recurrencia las puntas del tipo Talcahuenense, los morteros en arenisca, instrumentos todos que en conjunto se asocian a actividades de pesca, recolección de moluscos, a la caza y faenamiento de mamíferos marinos. En las capas de postcerámicos que se manifiestan presencia de fragmentos de tiestos, los que varían desde manufacturas sencillas a acabados diseños con motivos asociados al Complejo Vergel.
A la llegada de los españoles, el sector estaba habitado por los mapuches de la costa, quienes vivían diseminados por los cerros y bosques, que cubrían en aquella época la península de Tumbes, habitaban en rucas; vestían con pieles y tejidos de lana, comían los productos de la caza y la pesca, y los frutos silvestres.

Entre los indígenas que habitaban la costa, se encontraba el mencionado cacique Talcahueñu quien fue un gran guerrero que dirigió a sus huestes como un verdadero estratega. Incluso se testifica en el libro de Alonso de Ercilla; La Araucana (verso 315):
Pasó tras este luego el guerrero Talcahuano,
Que ciñe el mar su hermosa tierra y la rodea,
un mástil grueso en la derecha mano.

### La Colonia
Cuando se consolidó el dominio de la corona hispana, fue el gobernador Alonso de Ribera quien, percatándose de las potencialidades del puerto, unió a las dos bahías para facilitar la navegación, en abril de 1601. Fue fundado el 5 de noviembre de 1764 por disposición del Gobernador Antonio de Guill y Gonzaga, siendo declarado «Puerto de Registro Surgidero y Amarradero de Naves». Así, a mediados del siglo XVIII, se levantaron los fuertes de San Agustín y Gálvez (actuales calle Blanco Encalada e instalaciones de la Armada); y su puerto fue convertido en una base naval por los españoles, como lo es hoy para los chilenos.

### La Independencia

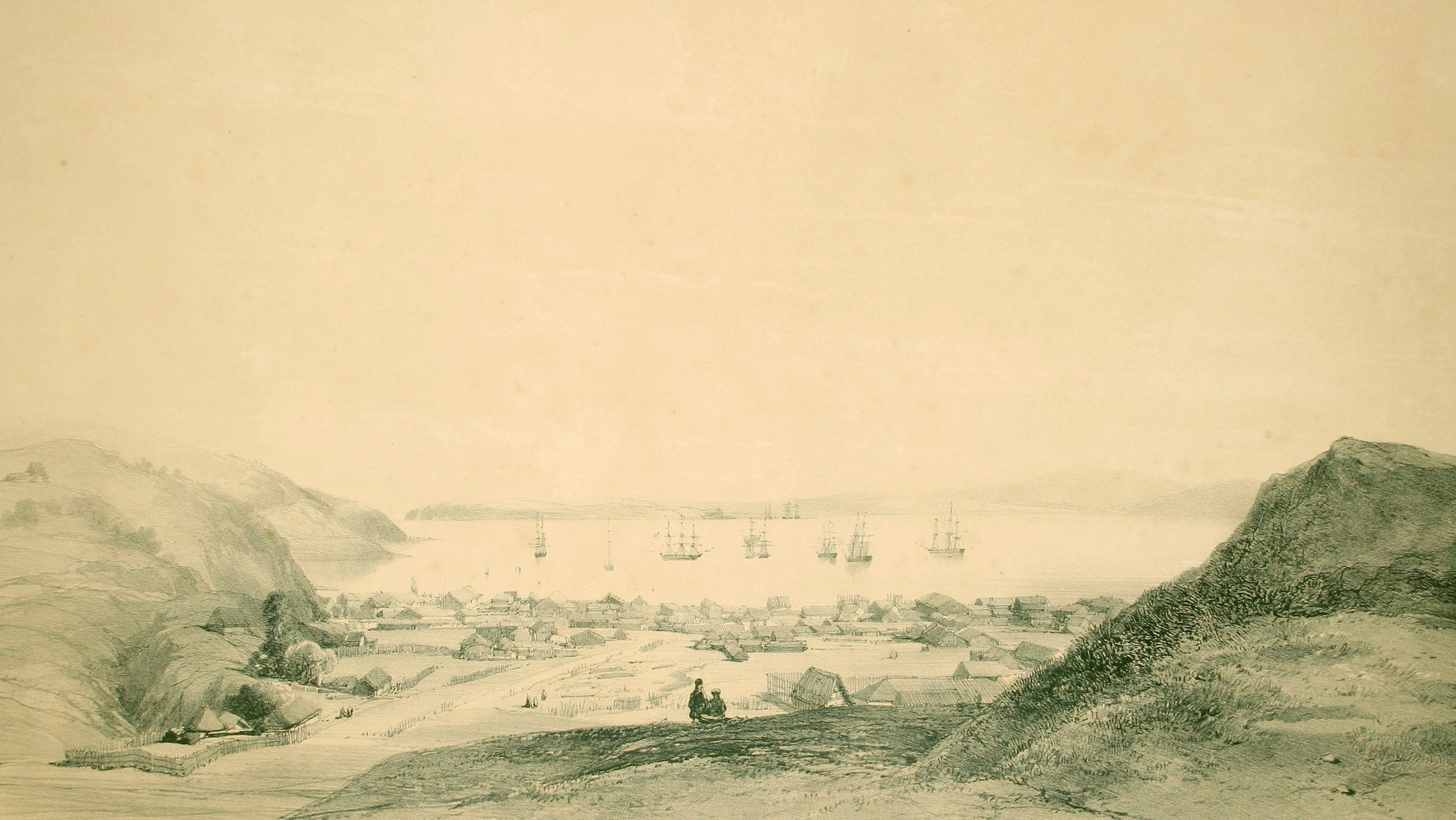
La bahía de Talcahuano en 1846. Obra del francés Louis Le Breton (1818–1866).

Fue escenario de cruentas (e ignoradas) batallas durante la independencia de Chile, como el sitio y asalto de Talcahuano, sangrienta batalla, entre las filas patriotas se contaba al coronel Jorge Beauchef, héroe de la captura de los fuertes de Valdivia.
Según documentos y escritos, realizados por el propio Libertador Bernardo O'Higgins, confirman que, "La Declaración de Independencia de Chile", la redactó y firmó sobre un tambor, junto a su ejército, durante el Sitio de Talcahuano, (1817) hoy frente al estadio Gaete. Posteriormente, proclamada en la actual Plaza de la Independencia de Concepción. En 1820, Talcahuano presenció otro hecho de armas: el Combate Vegas de Talcahuano.

### SigloXX

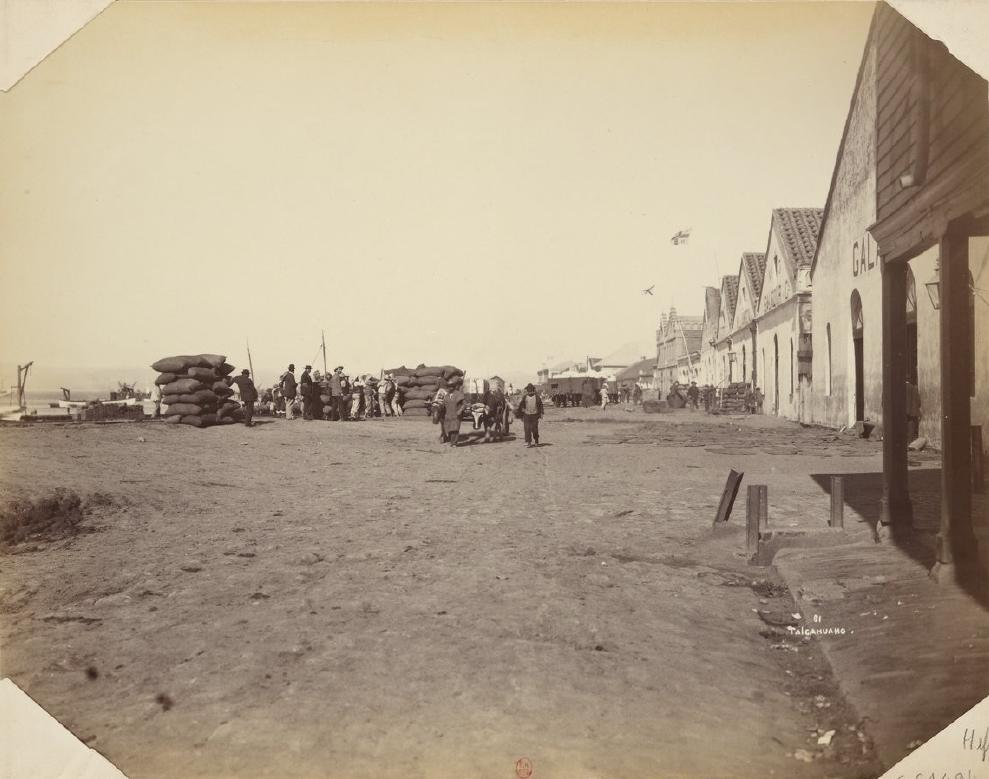
Muelles de Talcahuano a principios del.

A comienzos del siglo XX, la firma W.R. Grace & Company, una firma de barcos de vapor norteamericana, adquiere la franquicia para construir un tranvía eléctrico en Concepción. Como resultado de ello, la Compañía Eléctrica de Concepción contrató a la General Electric (G.E.) para la instalación, y ordenó tranvías eléctricos de la empresa Brill, de Filadelfia, abriendo una línea interurbana, de 15 km de extensión, hasta el puerto de Talcahuano en 1908. Con posterioridad, la firma G.E. abrió una línea de tranvías eléctricos, la que usó carros de dos pisos, conducidos por chóferes mujeres.
En 1931, Talcahuano fue escenario de un cruento combate ocurrido en el contexto de la denominada Sublevación de la Escuadra. El Apostadero Naval, los fuertes, las escuelas politécnicas navales, la radioestación y los astilleros fueron asaltados por tropas leales al gobierno del vicepresidente Manuel Trucco, que redujeron a la marinería rebelada y a los obreros de los astilleros que los secundaban.
A mediados de siglo XX, en Talcahuano empieza a surgir el llamado «polo industrial» con firmas de CORFO como; CAP, ENAP con su filial ENAP Concepción, luego Petrox y actualmente ENAP Refinerías, además de industrias más pequeñas, como OXY S.A. y AGA S.A.
A fines de la década de los años '80, empieza a conurbarse con la ciudad de Concepción, por lo que se le empieza a dar el trato de «Intercomuna Concepción–Talcahuano». Esto se ha ido afianzando con el tiempo, y actualmente se emplea el término «Gran Concepción» para referirse a la zona metropolitana conformada por varias comunas, de las cuales Talcahuano es la segunda más poblada, después de la comuna central de la metrópoli.

### SigloXXI

#### Creación de la comuna de Hualpén

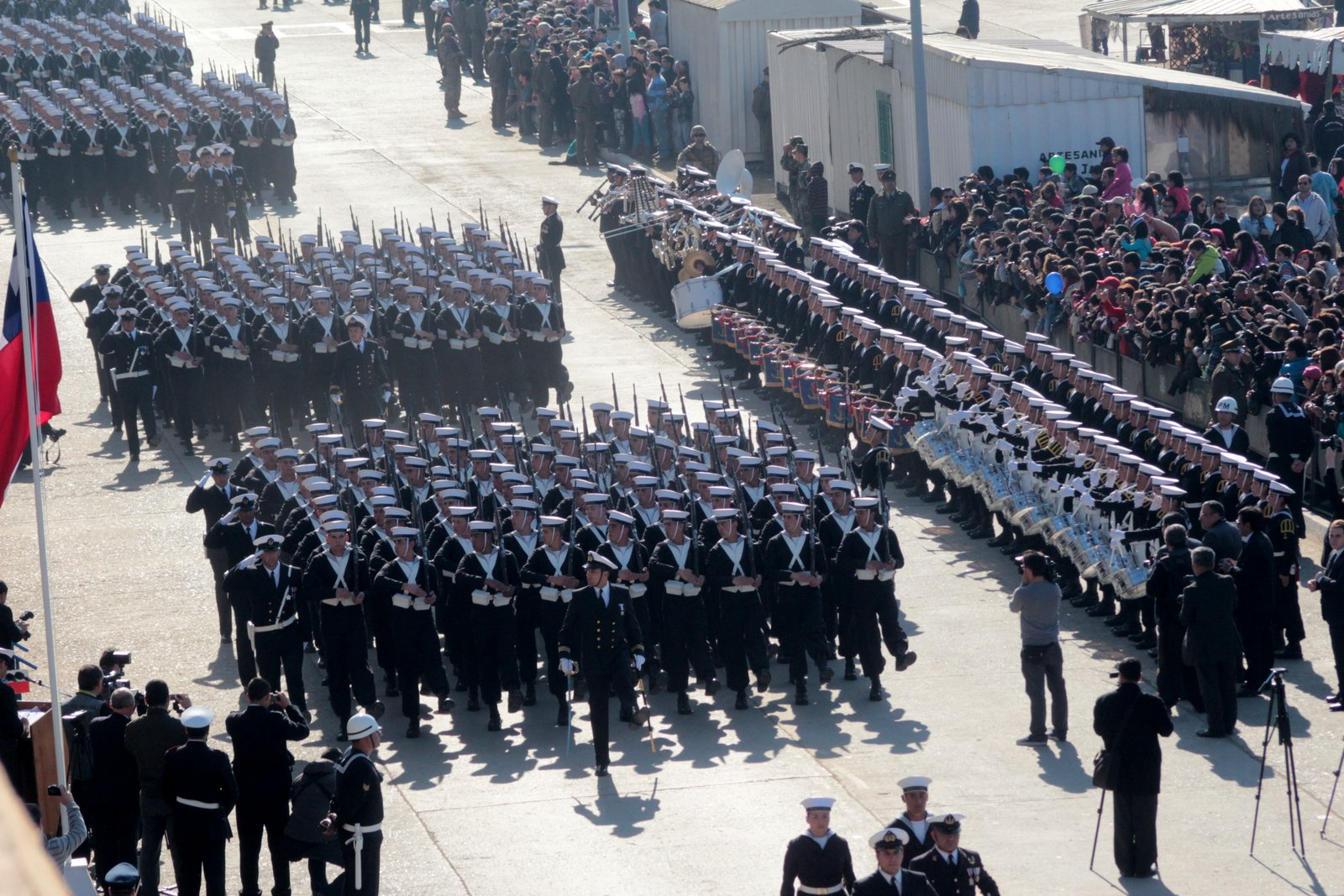
Día de las Glorias Navales en Talcahuano para el 21 de mayo de 2013.

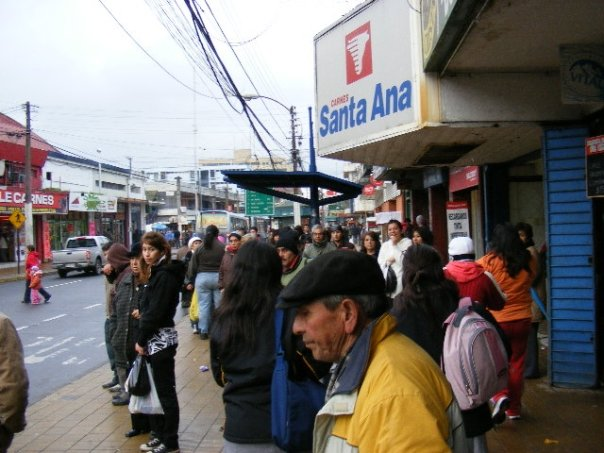
Comercio en el centro de Talcahuano

La comuna forma parte del área metropolitana del Gran Concepción, luego de un proceso que se aceleró en las décadas de 1980 y 1990. A partir de marzo de 2004, para descentralizar la administración y con el fin de mejorar la gestión de los recursos en el sector suroeste de la comuna, este se convierte en la comuna de Hualpén.
Talcahuano posee varios centros de servicios de distintos tamaños, en distintos barrios y sectores y dos centros comerciales principales: en el sector centro y en el trébol de la Autopista Concepción-Talcahuano, donde se ubica el centro comercial Mallplaza Trébol. Posee varios ejes estructurantes dentro de los cuales se destacan Avenida Cristóbal Colón, Autopista Concepción–Talcahuano, Avenida Las Golondrinas, Avenida Gran Bretaña, entre otras. Dentro de los límites de la comuna se encuentran, además, el Aeropuerto Internacional Carriel Sur, un terminal rodoviario y un terminal ferroviario. Además posee un hospital (Las Higueras) dos puertos (San Vicente y Talcahuano), la Base Naval, con su Hospital Naval y astillero (ASMAR), además de un barrio industrial con industria siderúrgica (CAP planta Huachipato), acero (Inchalam, Maestranza EDYCE), Terminal Marítimo y terrestre de petróleo y derivados (ENAP y Abastible), oleoductos, gasoductos, Química petroquímica, de cemento (Cementos Bio-Bio), de gas licuado (Lipigas, Abastible) y gas natural (Gas Sur), etc.
El límite administrativo de la comuna de Talcahuano sigue el siguiente recorrido de oeste a este:
- Camino a Lenga
- Avenida Las Golondrinas
- Avenida Libertador Bernardo O'Higgins

- Autopista Concepción–Talcahuano
- Avenida Jorge Alessandri Rodríguez

Talcahuano limita con la comuna de Concepción en la avenida Jorge Alessandri Rodríguez, en el tramo en que esta avenida de doble vía y dos pistas por lado une la Autopista Interportuaria, Aeropuerto Internacional Carriel Sur y Autopista Concepción-Talcahuano. También limita con la comuna de Hualpén, de este a oeste, en camino a Lenga y su continuación por avenida Las Golondrinas, avenida Libertador Bernardo O'Higgins hasta la unión vial con Autopista Concepción-Talcahuano.

#### Terremoto y maremoto de 2010

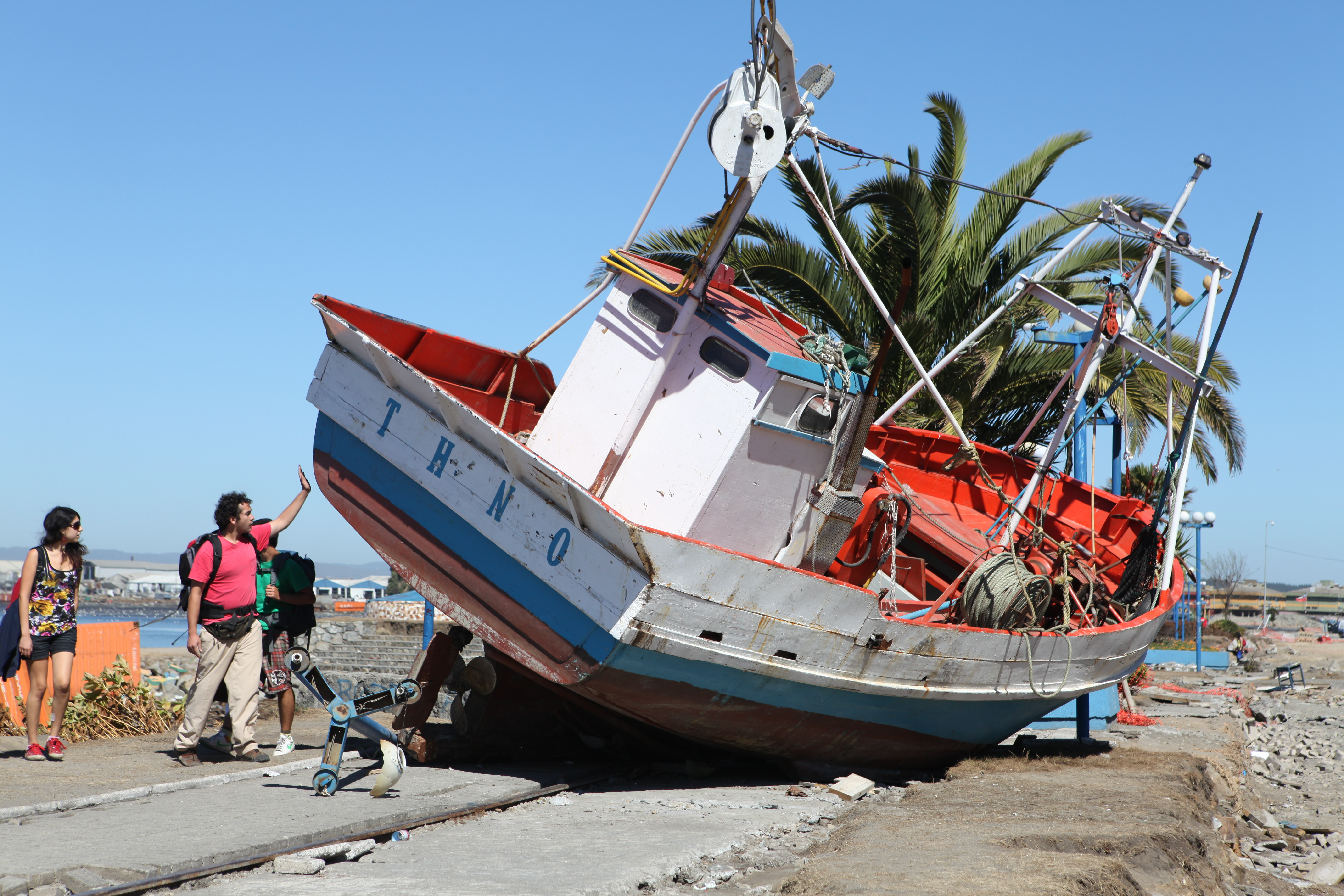
El tsunami desplazó barcos enteros desde el mar hasta la costa.

El sábado 27 de febrero de 2010 se produjo un fuerte terremoto ocurrido a las 03:34:17 hora local (UTC-3), que alcanzó una magnitud de 8,8 MW según el Servicio Geológico de Estados Unidos. Este sismo, junto al maremoto, causó vastos destrozos en distintos sectores y localidades periféricas de la comuna, especialmente en el puerto, el centro, en la Base Naval, en El Arenal, en caleta El Morro, sector Salinas y en la caleta Tumbes. El tsunami procovó el desborde del Canal Ifarle que atraviesa las poblaciones Villamar, Las Salinas, San Marcos y Vegas Perales, dejando dos casas completamente destruidas (Ubicada en calle Claudio Gay Oriente)
La infraestructura carretera, marítima y ferroviaria en Talcahuano fue dañada en distintos niveles, lo que causó graves problemas de conectividad en la población en los días siguientes al desastre, dentro de la comuna y con parte de las comunas y localidades circundantes. Un ejemplo de ello es la Ruta Interportuaria que fue afectada en el Canal El Morro y la Isla Rocuant. También hay varias avenidas y calles a las que afectó el maremoto tales como avenida Cristóbal Colón (hasta la altura del 3000) o avenida Manuel Blanco Encalada, Jordán Valdivieso y Lindor Pérez Gacitúa, entre otras.
La ausencia o la falta del funcionamiento del comercio, sumado a varios intentos desesperados de conseguir alimentos y el interés de delinquir de ciertos grupos causó saqueos a recintos tales como supermercados, ferreterías, tiendas departamentales y centros comerciales y de servicios, sumado a la total falta de orden público que afectó tanto a zonas comerciales como residenciales. Asimismo, la falta de servicios básicos como agua potable, alimentos, electricidad, o telecomunicaciones produjo un total quiebre en la organización social, dificultad en la difusión de información, sensación de inseguridad y problemas sanitarios por la falta de agua y el problema de retiro de basura. Esto produjo que se declarara zona de catástrofe toda la provincia de Concepción, y se efectuara toque de queda para evitar desorden público.

## Geografía
Talcahuano es un puerto del Pacífico sudamericano, localizado entre las coordenadas 36°43′ de Latitud Sur, y 73°7′ de Longitud Oeste. Se localiza en el extremo suroeste de la bahía del mismo nombre, al norte de la desembocadura del río Biobío. Geomorfológicamente, constituye un istmo de tierras bajas que une una meseta montañosa (península de Tumbes) con el continente. Se halla a una altitud de 1 m s. n. m. en su sector céntrico, aunque hay otras áreas de la comuna a distinta altura (cerro David Fuentes, 76 m s. n. m., meseta de Tumbes, desde 80 a 220 m s. n. m., sector Las Higueras, entre 5 y 10 m s. n. m.

### Geomorfología
La comuna de Talcahuano se encuentra emplazada en la unidad geomorfológica de Llanos de sedimentación fluvial o aluvional.
Una importante parte del conjunto litológico del área metropolitana del Gran Concepción, conforma desde el punto de vista estructural, un sistema de bloques fallados, con accidentes mayores, como las fallas de Concepción y San Vicente. Entre ellas se sitúan otras fallas menores como el cerro San Miguel y cerro San Martín.
Las sucesivas inundaciones del río Andalién y el efecto de los vientos dominantes que generan formaciones de dunas en las épocas intermedias, han determinado el perfil geológico de los suelos de la llanura que entre capas superpuestas contiene bolsones de arcilla, limo y suelos finos que bajo los efectos sísmicos se licúan, determinando en gran parte la inestabilidad del suelo de la llanura, que limita su poder de soporte desde el punto de vista constructivo. Agrava esta situación la escasa pendiente de la llanura que determina que grandes extensiones de suelo de Talcahuano sean fácilmente inundables.

### Clima
Talcahuano presenta según la clasificación climática de Köppen clima mediterráneo de lluvia invernal (Csb) y clima mediterráneo de lluvia invernal e influencia costera (Csb (i)). con estación seca en verano. Presenta una estación húmeda de 7 a 8 meses de duración en invierno, que se produce por la entrada de masas de aire polar marítimo provenientes de las bajas presiones subpolares, y una estación seca de 4 meses en verano, aunque en el verano igual se registran precipitaciones pero de valores muy reducidos. El promedio pluviómetro ronda los 1250 mm y sus temperaturas promedios oscilan entre los 12 a 13 °C. La humedad atmosférica relativa es igualmente muy elevada.
En cuanto a Tº, el valor máximo registrado en 40 años (recordando que el clima de Chile tiene 9000 años) ha sido de 33 °C para enero y la mínima en el mismo período ha llegado a los - 6 °C ocurrido en agosto. Los máximos medios para los meses de verano (enero - febrero) son de 24 °C y de 22,8 °C y los medios mínimos para los meses de invierno (julio - agosto) son de 4 °C y de 3,5 °C.
| Parámetros climáticos promedio de Talcahuano | Parámetros climáticos promedio de Talcahuano | Parámetros climáticos promedio de Talcahuano | Parámetros climáticos promedio de Talcahuano | Parámetros climáticos promedio de Talcahuano | Parámetros climáticos promedio de Talcahuano | Parámetros climáticos promedio de Talcahuano | Parámetros climáticos promedio de Talcahuano | Parámetros climáticos promedio de Talcahuano | Parámetros climáticos promedio de Talcahuano | Parámetros climáticos promedio de Talcahuano | Parámetros climáticos promedio de Talcahuano | Parámetros climáticos promedio de Talcahuano | Parámetros climáticos promedio de Talcahuano |
| Mes                                          | Ene.                                         | Feb.                                         | Mar.                                         | Abr.                                         | May.                                         | Jun.                                         | Jul.                                         | Ago.                                         | Sep.                                         | Oct.                                         | Nov.                                         | Dic.                                         | Anual                                        |
| -------------------------------------------- | -------------------------------------------- | -------------------------------------------- | -------------------------------------------- | -------------------------------------------- | -------------------------------------------- | -------------------------------------------- | -------------------------------------------- | -------------------------------------------- | -------------------------------------------- | -------------------------------------------- | -------------------------------------------- | -------------------------------------------- | -------------------------------------------- |
| Temp. máx. abs. (°C)                         | 30                                           | 33                                           | 27                                           | 25                                           | 25                                           | 17                                           | 17                                           | 20                                           | 21                                           | 23                                           | 28                                           | 32                                           | 34                                           |
| Temp. máx. media (°C)                        | 23                                           | 24                                           | 22                                           | 18                                           | 15                                           | 13                                           | 13                                           | 13                                           | 15                                           | 17                                           | 21                                           | 21                                           | 17.9                                         |
| Temp. media (°C)                             | 16                                           | 16                                           | 14                                           | 12                                           | 10                                           | 8                                            | 7                                            | 8                                            | 9                                            | 11.                                          | 13                                           | 13                                           | 11.4                                         |
| Temp. mín. media (°C)                        | 12                                           | 11                                           | 10                                           | 6                                            | 6                                            | 4                                            | 3                                            | 3                                            | 4                                            | 7                                            | 9                                            | 10.                                          | 7.1                                          |
| Temp. mín. abs. (°C)                         | 3                                            | 5                                            | 1                                            | -1                                           | -1                                           | -5                                           | -6                                           | -2                                           | -2                                           | -2                                           | 2                                            | 2                                            | -6                                           |
| Precipitación total (mm)                     | 10.6                                         | 20.4                                         | 60.3                                         | 80                                           | 190                                          | 230.7                                        | 240.4                                        | 180                                          | 100.0                                        | 50.1                                         | 40.2                                         | 21.3                                         | 1224                                         |
| Días de lluvias (≥ 1 mm)                     | 1                                            | 1                                            | 4                                            | 5                                            | 10                                           | 14                                           | 15                                           | 12                                           | 6                                            | 8                                            | 3                                            | 2                                            | 81                                           |
| Horas de sol                                 | 334                                          | 271                                          | 248                                          | 183                                          | 136                                          | 108                                          | 133                                          | 155                                          | 192                                          | 239                                          | 282                                          | 332                                          | 2613                                         |
| Humedad relativa (%)                         | 66                                           | 67                                           | 73                                           | 78                                           | 82                                           | 85                                           | 84                                           | 79                                           | 82                                           | 81                                           | 77                                           | 66                                           | 76.7                                         |
| Fuente n.º 1: weatherbase 2017               |                                              |                                              |                                              |                                              |                                              |                                              |                                              |                                              |                                              |                                              |                                              |                                              |                                              |
| Fuente n.º 2: accuweather                    |                                              |                                              |                                              |                                              |                                              |                                              |                                              |                                              |                                              |                                              |                                              |                                              |                                              |

### Hidrografía
La comuna se halla entre las cuencas hidrográficas de Costeras e Islas entre río Itata y río Biobío y río Biobío.
Talcahuano está limitado en el sector oriental por el río Andalién que fluye hasta llegar a la bahía de Concepción. Además, es cruzado por una serie de humedales, algunos de los cuales han sido canalizados formando el Canal Ifarle, y en último término el Canal El Morro. También se destaca la Marisma de Lenga que desemboca en la bahía de San Vicente.

## Medio ambiente

### Componentes bióticos

Trazado simplificado de los ecosistemas y cuerpos de agua presentes en la comuna de Talcahuano.

Dentro del territorio de la comuna se puede encontrar el siguiente ecosistema:
- Bosque esclerófilo mediterráneo costero donde predominan Lithrea caustica y Azara integrifolia (En peligro crítico)

### Medidas de protección ambiental y conflictos socioambientales
Hasta 2022, la comuna de Talcahuano cuenta con las siguientes zonas que poseen algún nivel de protección ambiental:
- Área Marina Tumbes (Sitios ERB)[17]
- Humedales Sistema Lacustre Intercomunal Concepción (Sitios ERB)[18]
- Isla Quiriquina y Tumbes (Sitios ERB)[19]

## Demografía
De acuerdo al censo de 2002, la población total de la comuna era de 163 626 habitantes, de los cuales el 99,6 % (163 036) corresponde al área urbana y el 0,4 % (590) a población rural.
En la tabla siguiente se muestra la variación de la población de la comuna en las últimas décadas, de acuerdo a la información censal.[cita requerida]

## Administración

### Municipalidad
El actual alcalde de Talcahuano, desde el 5 de diciembre de 2024 es Eduardo Saavedra Bustos. La Ilustre Municipalidad de Talcahuano además cuenta con los siguientes ocho concejales:
Chile Vamos
- Félix Vera Muñoz (UDI)

Chile Digno
- Matías Coloma Arriagada (Ind./IL)

Socialismo Democrático
- Magaly Saavedra Narváez (PS)
- Víctor Palomino Sandoval (PR)

Otros
- Elena Retamal Palma (PSC)
- Daniel Gutiérrez Monsalve (Ind./PI)
- Valeria Vargas Díaz (Ind./PEV)
- Roberto Pino Seguel (Ind.)

### Representación parlamentaria
La comuna de Talcahuano pertenece al distrito electoral n.º 20 y a la 10.ª circunscripción senatorial (Región del BioBío). Es representada en la Cámara de Diputados del Congreso Nacional por los diputados Francesca Muñoz (PSC), Sergio Bobadilla (UDI), Marlene Pérez (Ind-UDI), Leonidas Romero (Ind-RN), Eric Aedo (PDC), Félix González (PEV), María Candelaria (PCCh) y Roberto Arroyo (PSC) en el periodo 2022-2026. A su vez, en el Senado la representan Gastón Saavedra (PS), Sebastián Keitel (Ind-Evópoli) y Enrique van Rysselberghe Herrera  (UDI) en el periodo 2022-2030.

### Historia administrativa

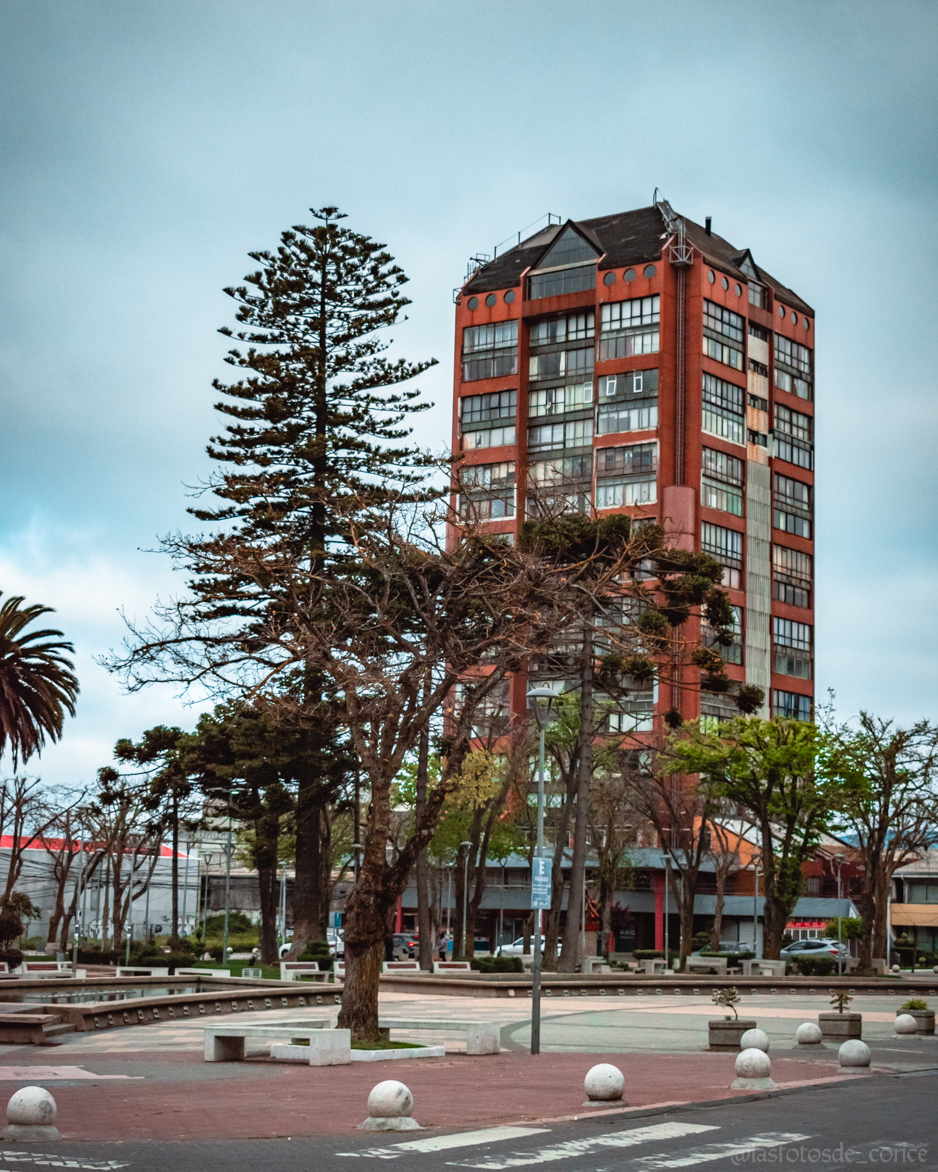
Plaza de Talcahuano tras su remodelación.

La Ilustre Municipalidad de Talcahuano fue creada a mediados del siglo XIX, debido a la creación del Departamento de Talcahuano, por el presidente Manuel Bulnes Prieto. Esta comuna en el trascurso de su historia ha sido administrada de distintas maneras, de acuerdo a las necesidades locales y a los nuevos marcos de la división política-administrativa chilena.
Talcahuano había sido declarado “Puerto de Registro Surgidero y Amarradero de Naves", en 5 de noviembre de 1764 por disposición del Gobernador Antonio de Guill y Gonzaga. Luego, con el traslado de Concepción al valle de La Mocha, hubo una estrecha vinculación entre Talcahuano y Concepción. 

## Economía
En 2018, la cantidad de empresas registradas en Talcahuano fue de 2.619. El Índice de Complejidad Económica (ECI) en el mismo año fue de 1,03, mientras que las actividades económicas con mayor índice de Ventaja Comparativa Revelada (RCA) fueron Fabricación de Recipientes de Gas Comprimido o Licuado (146,21), Servicios Relacionados con la Pesca, excepto Servicios Profesionales (67,11) y Alquiler de Transporte por Vía Acuática (53,76).

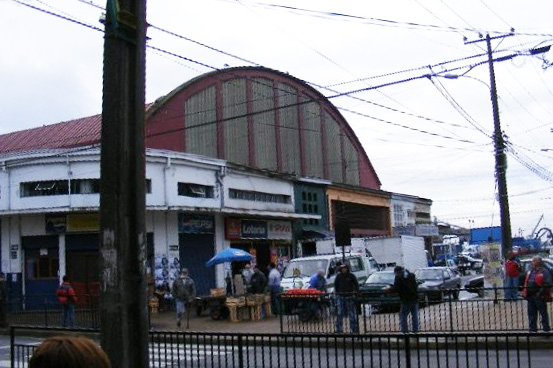
Antiguo Mercado Central de Talcahuano, anterior al tsunami de 2010.

### Puerto de Talcahuano

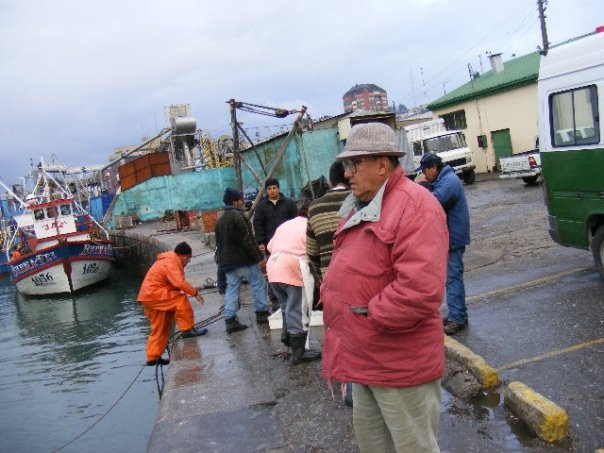
Puerto pesquero, Talcahuano

El Puerto de Talcahuano está ubicado en el sector nororiente de la comuna. Consta del Muelle Manuel Blanco Encalada, o simplemente Muelle Blanco.
Pertenecía a Empresa Portuaria de Chile (Emporchi). Luego se creó la Empresa Portuaria Talcahuano–San Vicente que administraba ambos recintos. Actualmente, la Empresa Portuaria Talcahuano–San Vicente, tiene concesionados ambos terminales bajo su administración: Puerto de Talcahuano, ubicado en Blanco Encalada 701, entregado en concesión a Talcahuano Terminal Portuario (TTP)y puerto de San Vicente, ubicado en Almirante Latorre s/n, concesionado a San Vicente Terminal Internacional (SVTI). además ha elaborado varios proyectos para el desarrollo del sector conocido como Molo Blanco, donde hoy opera el mercado provisorio de Talcahuano.
En mayo del año 2011 se construye un tercer acceso a los cerros de Talcahuano, que beneficia a los vecinos de Caleta Tumbes.

## Servicios

### Seguridad y orden público
La comuna de Talcahuano es un importante centro militar en Chile, principalmente debido a la presencia de la Comandancia de la Segunda Zona Naval, perteneciente a la Armada de Chile. Esta comandancia coordina diversas unidades militares que operan en la zona, tanto en tierra como en el mar.
Entre las unidades destacadas se encuentra la Fuerza de Submarinos, que tiene su base en Talcahuano y desempeña un rol clave en la defensa naval de Chile. Asimismo, el Batallón Infantería de Marina N.º 31 "Aldea" y el Centro de Entrenamiento Básico de Infantería de Marina tienen como función formar y entrenar a lastropas de la Infantería de Marina, responsables de operaciones anfibias y de defensa en la costa.
Talcahuano también alberga el Grupo Aeronaval Talcahuano, que proporciona apoyo aéreo a las operaciones navales en la región, y el histórico complejo de Astilleros y Maestranzas de la Armada (ASMAR), donde se realizan tareas de construcción y mantenimiento de embarcaciones militares y civiles. Además, la Escuela de Grumetes Alejandro Navarrete Cisterna es un centro educativo de gran importancia para la formación de los futuros marinos chilenos.
El Centro Naval de Instrucción de Reclutas y el Centro de Abastecimiento aseguran el flujo de nuevos efectivos y recursos para las operaciones militares. Otros centros clave en Talcahuano incluyen el Centro de Telecomunicaciones y el Hospital Naval Almirante Adriazola, que ofrece servicios médicos a los miembros de las fuerzas armadas y sus familias.
La Gobernación Marítima de Talcahuano es la entidad que supervisa la seguridad y el tráfico marítimo en la región, mientras que el Arsenal Naval se encarga del almacenamiento y mantenimiento de armamento y equipos. Finalmente, el Comando Anfibio y de Transportes Navales coordina las operaciones anfibias y de transporte de la Armada, lo que subraya la relevancia de Talcahuano como un eje logístico y operativo para la marina chilena.

## Cultura
En la primera década del siglo XIX, Talcahuano fue uno de los más importantes puertos de la actividad ballenera, que atrajo a numerosos captores norteamericanos, testimonio de lo cual son las menciones de este puerto en novelas como Mocha Dick, la canción marinera "Talcahuano Girls" y otros similares.
También aparece en televisión, como el punto donde se inicia la acción dramática de la reconocida telenovela nacional La Torre 10.

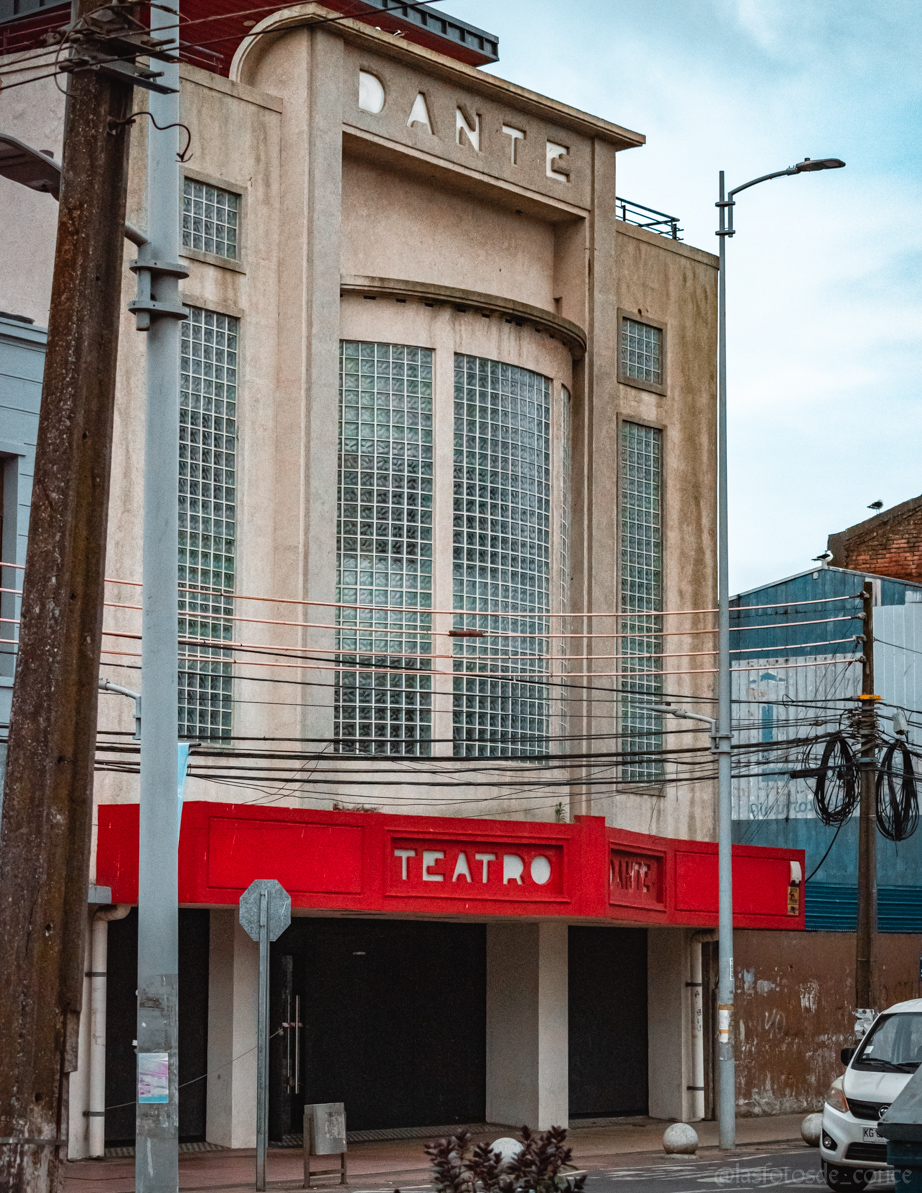
Teatro Dante, ubicado a un costado de la plaza de armas.

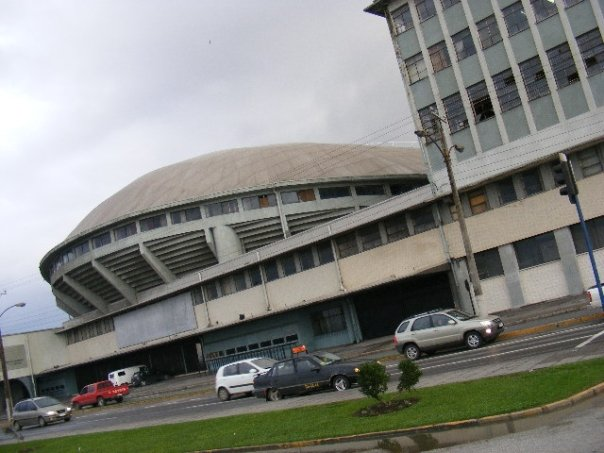
Coliseo Monumental La Tortuga.

### Gentilicio

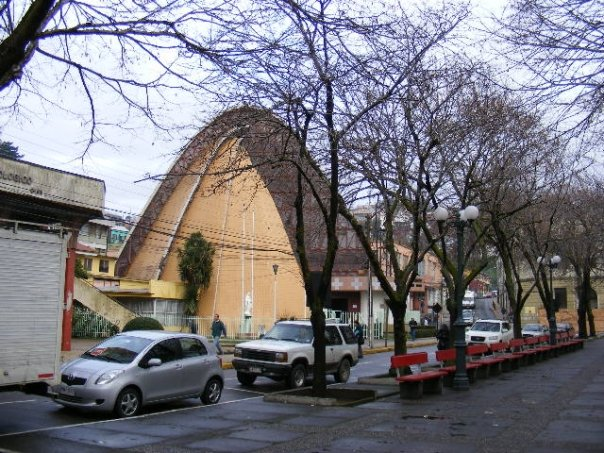
Parroquia San José en pleno centro de Talcahuano, plaza de Armas

Antiguamente, los habitantes de los lugares residenciales de Talcahuano eran comúnmente llamados «talcahueños», como consta en algunos libros de la época;[cita requerida] sin embargo, esta palabra cayó en desuso. Por otra parte, el gentilicio «porteño», usado para los habitantes de Valparaíso, también suele emplearse para los habitantes de Talcahuano, debido a su antigua condición de puerto.
Aunque lo habitual es decir «de Talcahuano», también existe la palabra «talcahuino», que es el único gentilicio de Talcahuano que aparece en el Diccionario de uso del español de Chile.
Finalmente, el gentilicio «chorero» es de uso más coloquial, y está relacionado con la extracción del choro, hasta mediados del siglo XX. Este término también se aplica a quienes extraen este molusco.

La gente de Talcahuano es chorera, es cierto que la palabra choro viene del quechua. Talcahuano fue un puerto de gran apogeo en los tiempos anteriores a la construcción del Canal de Panamá, recalaban barcos de todo el mundo por tener que cruzar por el estrecho de Magallanes, en ese entonces había mucha bohemia en el lugar, barcos iban y venían llevando la cultura del puerto a otros lugares del continente, por esos años en la zona de Talcahuano, desde la península de Tumbes hasta la Isla Santa María existían bancos de choros, unos moluscos del tamaño 30 centímetros que fueron reconocidos a nivel Nacional, así nació el gentilicio que hasta la fecha lo conserva el Puerto (choreros). Mis primeras faenas las "principié" en máquinas de buzo en la extracción de choros en los famosos bancos que se descubrieron en el sector, siendo tal la actividad, que llegaron a trabajar hasta 70 máquinas; y llegó el año 1912 año de triste memoria para los pescadores, fue ese uno de los más difíciles de mi vida una opresión sin piedad. Cierta firma viendo el enorme resurgimiento de esta industria, se interesó por concesionar las playas y los bancos de choros. Fragmento de la revista, El Pescador, enero de 1936, relato de Señor Juan Macaya Aravena. Por lo tanto los choreros son: choros, (gallardos) tienen choreza, (audacia), mujer chora (bonita) algo choro, (bueno, especial) etc. etc.
Tomás Arpero (poeta)

### Hitos urbanos
Entre los hitos urbanísticos de Talcahuano, se destacan:
- Coliseo Monumental La Tortuga: conocida popularmente como La Tortuga de Talcahuano, es un recinto deportivo y para espectáculos, conocido por su característica techumbre similar a una caparazón de esa especie. Hasta fines del siglo XX era el recinto de su especie más grande de Chile.

- Monitor Huáscar: era un buque de guerra peruano, capturado por Chile en 1879 durante la guerra del Pacífico y actualmente es una reliquia histórica más preciada de la Armada de Chile.
- Plaza de Armas Arturo Prat: es la plaza de armas de la ciudad ubicada en el sector más céntrico del puerto.
- La chilena: El futbolista Ramón Unzaga realizó la icónica jugada en el estadio El Morro en Talcahuano en 1914. En la plaza frente al Coliseo Monumental La Tortuga, se encuentra una estatua en su honor.
- Sector La Poza y Bentotecas: Un renovado y espacioso sector donde se pueden encontrar miradores, restaurantes que ofrecen gastronomía local y artesanías.[29]

### Música

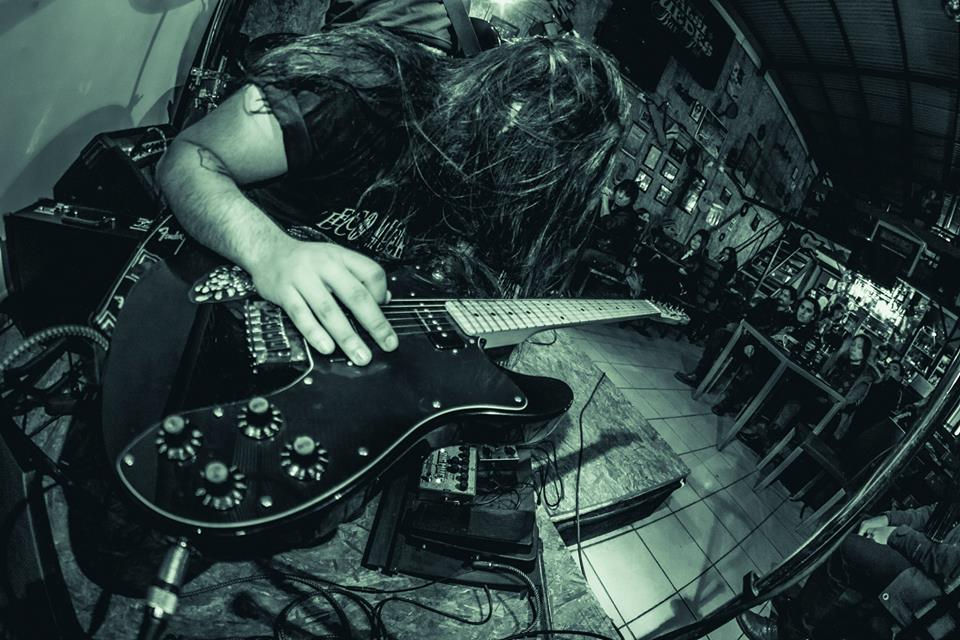
Música en vivo en el bar Zalsipuedes de Talcahuano.

La cercanía de esta ciudad con Concepción, reconocida a nivel nacional por ser cuna de varias bandas tales como Los Tres, Los Bunkers, Emociones Clandestinas, Santos Dumont o Machuca, convierte a Talcahuano también en una ciudad propensa a la aparición de artistas musicales. Además de bandas de rock, destacan algunos cantautores, como Camila Silva, cantante y compositora que en 2010 ganó la primera temporada del programa de Chilevisión Talento chileno, dedicado a la búsqueda de talentos.

### Museos
- Museo Huáscar
- Museo Naval de San Vicente

## Transporte

### Sistema Biovías

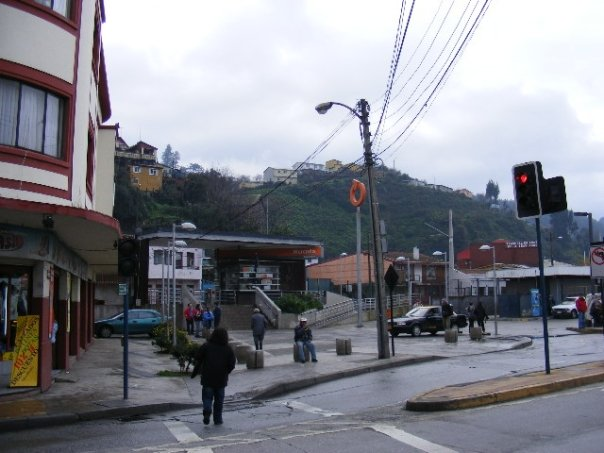
Estación Biotrén El Mercado, en el centro de Talcahuano

Talcahuano está inserto dentro del sistema integrado de transporte urbano Biovías, que comenzó a funcionar en 2005. El sistema ferroviario suburbano Biotrén, compuesto por dos líneas, conecta a Talcahuano con otras 6 comunas de la metrópoli penquista: Hualpén, Concepción Centro, Chiguayante, Hualqui, San Pedro de la Paz y Coronel.
Las bioestaciones ubicadas en Talcahuano son las siguientes:
- Mercado
- El Arenal
- Hospital Las Higueras
- Los Cóndores

El sistema licitado de buses del Gran Concepción además cruza los ejes principales de la comuna.

### Transporte ferroviario
La estación central de la comuna de Talcahuano, es la estación El Arenal, que tiene salidas del servicio Bio tren [Talcahuano - Hualqui, Combinación en Concepción hacia Coronel]
y el servicio Laja - Talcahuano. cuyo origen se lleva a cabo en la estación Mercado ubicado en el centro- puerto de Talcahuano.
Estación Arenal
Cuenta con un amplio patio de maniobras en donde operan 2 porteadores de carga. Ferrocarril del Pacífico [FEPASA] Y Transap.

### Transporte carretero
El terminal principal de la comuna es el Terminal de Buses Félix Adán, ubicado en calle Almirante Latorre 8, esquina calle Gálvez, en pleno centro de la comuna y a unos pasos de la estación Mercado.

### Transporte aéreo
Su terminal aéreo es actualmente el Aeropuerto Internacional Carriel Sur, ubicado al suroriente de la comuna. Es el principal aeropuerto de la región del Biobío y el segundo más importante del país, con capacidad para 1 millón de pasajeros. En él operan las aerolíneas LATAM, Sky Airline y JetSmart.
El aeropuerto fue inaugurado en 1968, en reemplazo del aeródromo Hualpencillo, y el 2001 se construyó su nuevo terminal con estacionamientos públicos y para las aeronaves. Cuenta con 4 mangas de embarque y una planta de tratamiento de aguas servidas.

### Vialidad
Los principales ejes son:
- Avenida Cristóbal Colón
- Avenida Manuel Blanco Encalada
- Volcán Osorno
- Avenida España
- Gómez Carreño
- Avenida Alto Horno
- Avenida Desiderio García
- Autopista Libertador Bernardo O'Higgins
- Avenida Jorge Alessandri
- Avenida Almirante Juan José Latorre
- Avenida La Marina
- Avenida Juan Antonio Ríos
- Avenida Manuel Rodríguez
- Avenida Los Lobos
- Calle Los Araucanos
- Calle Bahía San Vicente
- Calle Arteaga Alemparte
- Calle Pedro Montt
- Calle Brasil
- Calle Cañete
- Calle Potsdam
- Calle Luis Gómez Carreño
- Calle Las Magnolias
- Calle Las Hortensias
- Calle Carlos Dittborn
- Calle Michimalongo
- Avenida Tumbes
- Ruta Interportuaria o Ruta CH-164

## Deportes

### Fútbol
Talcahuano cuenta con dos clubes que históricamente han representado al fútbol del puerto; en la primera división de Chile, máxima categoría del fútbol chileno, milita Huachipato, que hace de local en el Huachipato CAP-Acero, recinto de su propiedad, y Naval de Talcahuano, que actualmente se encuentra en la tercera división B, quinta categoría del fútbol chileno, perteneciente a la ANFA y que hace de local en el El Morro, recinto expropiedad de la Armada de Chile y que actualmente es administrado por la Municipalidad de Talcahuano.
Huachipato es el único equipo de fútbol del sur de Chile y de la ciudad de Talcahuano, en ser campeón de primera división, logrando esta distinción en tres ocasiones: 1974, 2012, y 2023.
| Equipo                               | Deporte    | Competición         | Estadio                       | Creación  |
| ------------------------------------ | ---------- | ------------------- | ----------------------------- | --------- |
| Club Deportivo Huachipato            | Fútbol     | Campeonato Nacional | Estadio Huachipato-CAP Acero  | 1947      |
| Club Deportivo Huachipato Femenino   | Fútbol     | Segunda             | Estadio Huachipato-CAP Acero  | 2008      |
| Club de Deportes Naval de Talcahuano | Fútbol     | Tercera A           | Estadio El Morro              | 1972      |
| Unión San Vicente                    | Fútbol     | Asociación local    | Estadio El Morro              | 1949      |
| Deportivo Petrox (extinto)           | Baloncesto | Dimayor             | Coliseo Monumental La Tortuga | 1979-2000 |

## Medios de comunicación

### Radios
Actualmente en Talcahuano, funcionan dos radios en línea, Radio Talcahuano y Radio Conce, las cuales informan las 24 horas del día y transmiten contenidos hacia la gente, el ideal de ambas emisoras es incentivar al conocimiento comunal en informaciones y cultura. Radio Talcahuano era una emisora AM antes del terremoto de 2010 en la comuna puerto y Radio Conce comenzó sus emisiones en 2013, como un proyecto radial con programación musical. La primera FM fue Radio Antonia 96.01 que inició el 21 de octubre de 1982 cerraron el 31 de diciembre de 1998 con música de los 80-90. Todos los fines de semanas por las noches. Emitido Antonia Discotheque